# Hell on Earth (Toxic Holocaust)
Hell on Earth è il secondo album della band Thrash metal statunitense Toxic Holocaust. Pubblicato dalla Nuclear War Now! Productions il 31 ottobre del 2005. Nel 2010 è stato ristampato con in aggiunta il primo album Evil Never Dies. La copertina dell'album è stata disegnata da Ed Repka.

## Tracce
1. Intro – 1:26
2. Metallic Crucifixion – 1:48
3. Arise from the Cemetery – 3:01
4. Send Them to Hell – 3:07
5. Thrashing Death – 2:38
6. Burn – 3:06
7. Death Camp – 3:04
8. Never Stop the Massacre – 1:25
9. Time to Die – 1:38
10. Ready to Fight – 3:52
11. Hell on Earth – 2:31

## Formazione
- Joel Grind- voce, chitarra, basso, batteria
- Bobby Steele- Assolo di chitarra su "Hell on Earth"